# Eueides hübneri
Eueides hübneri är en fjärilsart som beskrevs av Ménétriés 1857. Eueides hübneri ingår i släktet Eueides och familjen praktfjärilar. Inga underarter finns listade i Catalogue of Life.